# Komenda község
Komenda község (szlovén nyelven Občina Komenda) Szlovénia 212 alapfokú közigazgatási egységének, azaz községének egyike a Közép-Szlovénia statisztikai régióban. Adminisztratív központja Komenda település. A község a történelmi Felső-Krajna régió része.

## A községhez tartozó települések
A községhez Komenda székhelyen kívül a következő települések tartoznak:
- Breg pri Komendi
- Gmajnica
- Gora pri Komendi
- Klanec
- Komendska Dobrava
- Križ
- Mlaka
- Moste
- Nasovče
- Podboršt pri Komendi
- Poslovna Cona Žeje pri Komendi
- Potok pri Komendi
- Suhadole
- Žeje pri Komendi

## Népesség
| Lakosok száma | 4959 | 5218 | 5607 | 5725 | 5819 | 5955 | 6033 | 6110 | 6345 | 6422 |
|               | 2008 | 2009 | 2011 | 2012 | 2013 | 2015 | 2016 | 2017 | 2019 | 2020 |